# Langlaufen op de Olympische Jeugdwinterspelen 2012 - Sprint vrouwen
De sprint voor de vrouwen in het langlaufen tijdens de Olympische Jeugdwinterspelen 2012 vond plaats op donderdag 19 januari 2012. De Noorse Silje Theodorsen won het goud.

## Uitslag
| #      | Naam                   | Land | Prestatie    |
| ------ | ---------------------- | ---- | ------------ |
| Goud   | Silje Theodorsen       | NOR  | finale       |
| Zilver | Jonna Sundling         | SWE  | finale       |
| Brons  | Linn Eriksen           | NOR  | finale       |
| 4      | Anamarija Lampic       | SLO  | finale       |
| 5      | Katri Lylynpera        | FIN  | finale       |
| 6      | Lea Einfalt            | SLO  | finale       |
| 7      | Nadine Faehndrich      | SUI  | halve finale |
| 8      | Maya Macisaac-Jones    | CAN  | halve finale |
| 9      | Leena Nurmi            | FIN  | halve finale |
| 10     | Petra Hyncicova        | CZE  | halve finale |
| 11     | Lisa Unterweger        | AUT  | halve finale |
| 12     | Victoria Carl          | GER  | halve finale |
| 13     | Alice Canclini         | ITA  | kwartfinale  |
| 14     | Barbora Klementova     | SVK  | kwartfinale  |
| 15     | Anastasia Sedova       | RUS  | kwartfinale  |
| 16     | Sarah Hale             | GBR  | kwartfinale  |
| 17     | Alisa Zhambalova       | RUS  | kwartfinale  |
| 18     | Ina Lukonina           | BLR  | kwartfinale  |
| 19     | Oksana Shatalova       | UKR  | kwartfinale  |
| 20     | Kristina Kazlauskaite  | LTU  | kwartfinale  |
| 21     | Julia Belger           | GER  | kwartfinale  |
| 22     | Ma Chun                | CHN  | kwartfinale  |
| 23     | Urszula Letocha        | POL  | kwartfinale  |
| 24     | Heather Mooney         | USA  | kwartfinale  |
| 25     | Kelly Vainlo           | EST  | kwartfinale  |
| 26     | Sandra Bader           | AUT  | kwartfinale  |
| 27     | Yaiza Barajas          | ESP  | kwartfinale  |
| 28     | Simona Ungureanu       | ROU  | kwartfinale  |
| 29     | Constance Vulliet      | FRA  | kwartfinale  |
| 30     | Kozue Takizawa         | JPN  | kwartfinale  |
| 31     | Lucy Glanville         | AUS  | kwalificatie |
| 32     | Alexandra Kun          | KAZ  | kwalificatie |
| 33     | Alison Perrillat-Amede | FRA  | kwalificatie |
| 34     | Maki Ohdaira           | JPN  | kwalificatie |
| 35     | REA Rausel             | CRO  | kwalificatie |
| 36     | Kameliya Ilieva        | BUL  | kwalificatie |
| 37     | Zane Eglite            | LAT  | kwalificatie |
| 38     | Lee Yeong-ae           | KOR  | kwalificatie |
| 39     | Lilit Tonoyan          | ARM  | kwalificatie |
| 39     | Carlsen Caroline Ryge  | DEN  | kwalificatie |